# خيسوس فورتيا
خيسوس فورتيا تيخيدو (من مواليد 26 مارس 2007) هو لاعب كرة قدم إسباني يلعب كمدافع في نادي ريال مدريد.

## النشأة
بدأ فورتيا لعب كرة القدم في سن الرابعة.

## المسيرة الدولية
مثل فورتيا إسبانيا دولياً في الفئات العمرية.

## أسلوب اللعب
يلعب فورتيا بشكل أساسي كمدافع تحديداً في الظهير الأيمن، ويمتاز بقوته.